# Bergueneuse
Bergueneuse ist eine französische Gemeinde mit 215 Einwohnern (Stand 1. Januar 2022) im Département Pas-de-Calais in der Region Hauts-de-France. Sie gehört zum Arrondissement Arras und zum Kanton Saint-Pol-sur-Ternoise. Die Einwohner werden Bergueneusois genannt.

## Lage
Die Gemeinde Bergueneuse liegt im Artois in einem Seitental der Ternoise, 40 Kilometer östlich von Montreuil-sur-Mer. Nachbargemeinden von Bergueneuse sind Heuchin im Nordosten, Anvin im Süden, Teneur im Westen sowie Équirre im Nordwesten.

## Bevölkerungsentwicklung
| Jahr                       | 1962 | 1968 | 1975 | 1982 | 1990 | 1999 | 2011 | 2022 |
| Einwohner                  | 220  | 226  | 252  | 243  | 239  | 241  | 208  | 215  |
| Quellen: Cassini und INSEE |      |      |      |      |      |      |      |      |

## Sehenswürdigkeiten
- Kirche Saint-Léger